# Sulligent, Alabama
Sulligent là một thành phố thuộc quận Lamar, tiểu bang Alabama, Hoa Kỳ. Dân số năm 2009 là 1951 người, mật độ đạt 96 người/km².